# Hornera fibrosa
Hornera fibrosa is een mosdiertjessoort uit de familie van de Horneridae. De wetenschappelijke naam van de soort is voor het eerst geldig gepubliceerd in 1865 door Reuss.